# ناحیه اولدبانک (لس آنجلس)
ناحیه اولدبانک (به انگلیسی: Old Bank District) یک منطقهٔ مسکونی در ایالات متحده آمریکا است که در لس آنجلس واقع شده‌است. این ناحیه شامل مجموعه‌ای از ساختمان‌های تجاری اوایل قرن بیستم است که بسیاری از آنها برای استفاده مسکونی تبدیل شده‌اند (یا در حال تبدیل شدن هستند). منطقه اولد بانک تقریباً با منطقه جواهرات، منطقه مد، ردیف گالری، ناحیه اسباب‌بازی، و مرکز مدنی شهر - به‌ویژه بلوک از خیابان‌های اصلی تا اسپرینگ بین چهارم و پنجم، هم‌مرز است.